# Circonscription Centre (Luxembourg)
Pour les articles homonymes, voir Centre.
La troisième circonscription ou circonscription Centre est l'une des quatre circonscriptions électorales que compte le Luxembourg.
Elle est représentée à la Chambre des députés par vingt-et-un députés.

## Description géographique et démographique
La circonscription Centre est constituée des deux cantons centraux du grand-duché, à savoir les cantons de Luxembourg et Mersch, comprenant notamment la capitale, Luxembourg ; son territoire correspond à la partie Est de l'ancien district de Luxembourg. La circonscription a pour chef-lieu la commune de Luxembourg.

## Description historique et politique

### Historique des députations

#### Législature 2013-2018
| Début de mandat  | Fin de mandat   | Député | Député             | Parti politique | Observations |
| ---------------- | --------------- | ------ | ------------------ | --------------- | --- |
| 13 novembre 2013 | 4 décembre 2013 |        | Xavier Bettel      | DP              | Mandat écourté à la suite de sa nomination en tant que Premier ministre, ministre des Communications et des Médias, ministre des Cultes puis également ministre de la Culture à partir du 18 décembre 2015. |
| 13 novembre 2013 | 14 octobre 2014 |        | Luc Frieden        | CSV             | Remplacé par Martine Mergen. |
| 5 décembre 2013  |                 |        | Claude Wiseler     | CSV             | |
| 13 novembre 2013 |                 |        | Laurent Mosar      | CSV             | |
| 13 novembre 2013 | 4 décembre 2013 |        | Etienne Schneider  | LSAP            | Mandat écourté à la suite de sa nomination dans le gouvernement en tant que Vice-Premier ministre, ministre de l'Économie, ministre de la Sécurité intérieure et ministre de la Défense.                    |
| 5 décembre 2013  |                 |        | Paul-Henri Meyers  | CSV             | |
| 13 novembre 2013 |                 |        | Serge Wilmes       | CSV             | |
| 13 novembre 2013 |                 |        | Diane Adehm        | CSV             | |
| 13 novembre 2013 |                 |        | Lydie Polfer       | DP              | |
| 13 novembre 2013 | 30 juin 2018    |        | Marcel Oberweis    | CSV             | Mandat écourté à la suite de sa démission. Remplacé par Claudine Konsbruck. |
| 13 novembre 2013 |                 |        | Marc Lies          | CSV             | |
| 13 novembre 2013 | 6 février 2018  |        | Anne Brasseur      | DP              | Remplacée par Frank Colabianchi. |
| 13 novembre 2013 |                 |        | Simone Beissel     | DP              | |
| 13 novembre 2013 | 4 décembre 2013 |        | Corinne Cahen      | DP              | Mandat écourté à la suite de sa nomination dans le gouvernement en tant que ministre de la Famille et de l'Intégration et ministre à la Grande Région.                                                      |
| 13 novembre 2013 |                 |        | Alexander Krieps   | DP              | |
| 13 novembre 2013 | 4 décembre 2013 |        | François Bausch    | Déi Gréng       | Mandat écourté à la suite de sa nomination dans le gouvernement en tant que ministre du Développement durable et des Infrastructures.                                                                       |
| 13 novembre 2013 |                 |        | Marc Angel         | LSAP            | |
| 13 novembre 2013 |                 |        | Viviane Loschetter | Déi Gréng       | |
| 13 novembre 2013 |                 |        | Franz Fayot        | LSAP            | |
| 13 novembre 2013 |                 |        | Roy Reding         | ADR             | |
| 13 novembre 2013 | 29 avril 2015   |        | Justin Turpel      | Déi Lénk        | Mandat écourté à la suite de sa démission pour des raisons de santé. Remplacé par David Wagner. |
| 14 octobre 2014  |                 |        | Martine Mergen     | CSV             | Remplace Luc Frieden. |
| 6 février 2018   |                 |        | Frank Colabianchi  | DP              | Remplace Anne Brasseur. |
| 29 avril 2015    |                 |        | David Wagner       | Déi Lénk        | Remplace Justin Turpel. |
| 3 juillet 2018   |                 |        | Claudine Konsbruck | CSV             | Remplace Marcel Oberweis. |

### Historique des élections

#### Élections de 2013
Les élections législatives de 2013 ont eu lieu le 20 octobre 2013. Voici les résultats pour ces élections législatives, ceux-ci ne comprennent que les noms des élus.
| Parti                             | Parti                                                                                      | Voix      | Voix  | Sièges | Sièges        |  |
| Parti                             | Parti                                                                                      | Votes     | %     | Total  | +/-           |  |
| --------------------------------- | ------------------------------------------------------------------------------------------ | --------- | ----- | ------ | ------------- |  |
|                                   | Parti populaire chrétien-social (CSV) Chrëschtlech-Sozial Vollekspartei                    | 385 405   | 35,31 | 8      | 1             |  |
|                                   | Parti démocratique (DP) Demokratesch Partei                                                | 273 092   | 25,02 | 6      | 2             |  |
|                                   | Parti ouvrier socialiste luxembourgeois (LSAP) Lëtzebuerger Sozialistesch Aarbechterpartei | 159 875   | 14,65 | 3      | 1             |  |
|                                   | Les Verts déi gréng                                                                        | 114 142   | 10,46 | 2      | 1             |  |
|                                   | Parti réformiste d'alternative démocratique (ADR) Alternativ Demokratesch Reformpartei     | 54 709    | 5,01  | 1      | en stagnation |  |
|                                   | La Gauche déi Lénk                                                                         | 51 859    | 4,75  | 1      | 1             |  |
|                                   | Parti pirate (PPL) Piratepartei Lëtzebuerg                                                 | 29 631    | 2,72  | 0      | Nv            |  |
|                                   | Parti pour la démocratie intégrale (PID) Partei fir Integral Demokratie                    | 13 318    | 1,22  | 0      | Nv            |  |
|                                   | Parti communiste luxembourgeois (KPL) Kommunistesch Partei Lëtzebuerg                      | 9 422     | 0,86  | 0      | en stagnation |  |
|                                   |                                                                                            |           |       |        |               |  |
| Total des voix                    | Total des voix                                                                             | 1 091 453 | 100   |        |               |  |
|                                   |                                                                                            |           |       |        |               |  |
| Votes blancs et nuls              | Votes blancs et nuls                                                                       | 3 872     | 6,40  |        |               |  |
| Votes valides                     | Votes valides                                                                              | 56 600    | 93,60 |        |               |  |
| Total                             | Total                                                                                      | 60 472    | 100   | 21     | en stagnation |  |
| Abstentions                       | Abstentions                                                                                | 6 760     | 10,06 |        |               |  |
| Nombre d'inscrits / Participation | Nombre d'inscrits / Participation                                                          | 67 232    | 89,95 |        |               |  |

| Nom | Nom                | Parti | Voix   | Voix |
| Nom | Nom                | Parti | Votes  | %    |
| --- | ------------------ | ----- | ------ | ---- |
|     | Xavier Bettel      | DP    | 32 064 | 2,94 |
|     | Luc Frieden        | CSV   | 29 441 | 2,70 |
|     | Claude Wiseler     | CSV   | 26 590 | 2,44 |
|     | Laurent Mosar      | CSV   | 21 495 | 1,97 |
|     | Etienne Schneider  | LSAP  | 19 682 | 1,80 |
|     | Paul-Henri Meyers  | CSV   | 19 162 | 1,76 |
|     | Serge Wilmes       | CSV   | 18 949 | 1,74 |
|     | Diane Adehm        | CSV   | 18 665 | 1,71 |
|     | Lydie Polfer       | DP    | 18 637 | 1,71 |
|     | Marcel Oberweis    | CSV   | 18 400 | 1,69 |
|     | Marc Lies          | CSV   | 18 167 | 1,66 |
|     | Anne Brasseur      | DP    | 17 641 | 1,62 |
|     | Simone Beissel     | DP    | 14 477 | 1,33 |
|     | Corinne Cahen      | DP    | 13 829 | 1,27 |
|     | Alexander Krieps   | DP    | 12 989 | 1,19 |
|     | François Bausch    | Gréng | 11 598 | 1,06 |
|     | Marc Angel         | LSAP  | 10 465 | 0,96 |
|     | Viviane Loschetter | Gréng | 8 535  | 0,78 |
|     | Franz Fayot        | LSAP  | 8 468  | 0,78 |
|     | Roy Reding         | ADR   | 5 622  | 0,52 |
|     | Justin Turpel      | Lénk  | 3 737  | 0,34 |

#### Élections de 2018
Les élections législatives de 2018 ont eu lieu le 14 octobre 2018. Voici les résultats pour ces élections législatives, ceux-ci ne comprennent que les noms des élus.
| Parti                             | Parti                                                                                      | Voix      | Voix  | Sièges | Sièges        |  |
| Parti                             | Parti                                                                                      | Votes     | %     | Total  | +/-           |  |
| --------------------------------- | ------------------------------------------------------------------------------------------ | --------- | ----- | ------ | ------------- |  |
|                                   | Parti populaire chrétien-social (CSV) Chrëschtlech-Sozial Vollekspartei                    | 337 689   | 29,14 | 7      | 1             |  |
|                                   | Parti démocratique (DP) Demokratesch Partei                                                | 280 143   | 24,17 | 5      | 1             |  |
|                                   | Les Verts déi gréng                                                                        | 187 797   | 16,20 | 4      | 2             |  |
|                                   | Parti ouvrier socialiste luxembourgeois (LSAP) Lëtzebuerger Sozialistesch Aarbechterpartei | 135 967   | 11,73 | 2      | 1             |  |
|                                   | Parti réformiste d'alternative démocratique (ADR) Alternativ Demokratesch Reformpartei     | 79 159    | 6,83  | 1      | en stagnation |  |
|                                   | La Gauche déi Lénk                                                                         | 66 253    | 5,72  | 1      | en stagnation |  |
|                                   | Parti pirate (PPL) Piratepartei Lëtzebuerg                                                 | 59 539    | 5,14  | 1      | 1             |  |
|                                   | Parti communiste luxembourgeois (KPL) Kommunistesch Partei Lëtzebuerg                      | 8 448     | 0,73  | 0      | en stagnation |  |
|                                   | Démocratie Demokratie                                                                      | 3 953     | 0,34  | 0      | en stagnation |  |
|                                   |                                                                                            |           |       |        |               |  |
| Total des voix                    | Total des voix                                                                             | 1 158 948 | 100   |        |               |  |
|                                   |                                                                                            |           |       |        |               |  |
| Votes blancs et nuls              | Votes blancs et nuls                                                                       | 4 270     | 6,73  |        |               |  |
| Votes valides                     | Votes valides                                                                              | 59 218    | 93,27 |        |               |  |
| Total                             | Total                                                                                      | 63 488    | 100   | 21     | en stagnation |  |
| Abstentions                       | Abstentions                                                                                | 9 498     | 13,01 |        |               |  |
| Nombre d'inscrits / Participation | Nombre d'inscrits / Participation                                                          | 72 986    | 86,99 |        |               |  |

| Nom | Nom               | Parti | Voix   | Voix |
| Nom | Nom               | Parti | Votes  | %    |
| --- | ----------------- | ----- | ------ | ---- |
|     | Xavier Bettel     | DP    | 30 774 | 2,66 |
|     | Claude Wiseler    | CSV   | 27 388 | 2,36 |
|     | Serge Wilmes      | CSV   | 20 809 | 1,80 |
|     | François Bausch   | Gréng | 19 887 | 1,72 |
|     | Corinne Cahen     | DP    | 19 471 | 1,68 |
|     | Lydie Polfer      | DP    | 18 934 | 1,63 |
|     | Diane Adehm       | CSV   | 18 010 | 1,55 |
|     | Viviane Reding    | CSV   | 17 922 | 1,55 |
|     | Marc Lies         | CSV   | 17 573 | 1,52 |
|     | Sam Tanson        | Gréng | 17 290 | 1,49 |
|     | Laurent Mosar     | CSV   | 17 210 | 1,49 |
|     | Paul Galles       | CSV   | 16 942 | 1,46 |
|     | Etienne Schneider | LSAP  | 16 871 | 1,46 |
|     | Simone Beissel    | DP    | 14 630 | 1,26 |
|     | Guy Arendt        | DP    | 13 931 | 1,20 |
|     | Marc Angel        | LSAP  | 10 260 | 0,89 |
|     | François Benoy    | Gréng | 9 830  | 0,85 |
|     | Charles Margue    | Gréng | 9 515  | 0,82 |
|     | David Wagner      | Lénk  | 8 988  | 0,78 |
|     | Sven Clement      | PPL   | 8 007  | 0,69 |
|     | Roy Reding        | ADR   | 6 319  | 0,55 |